# ラニカイビーチ

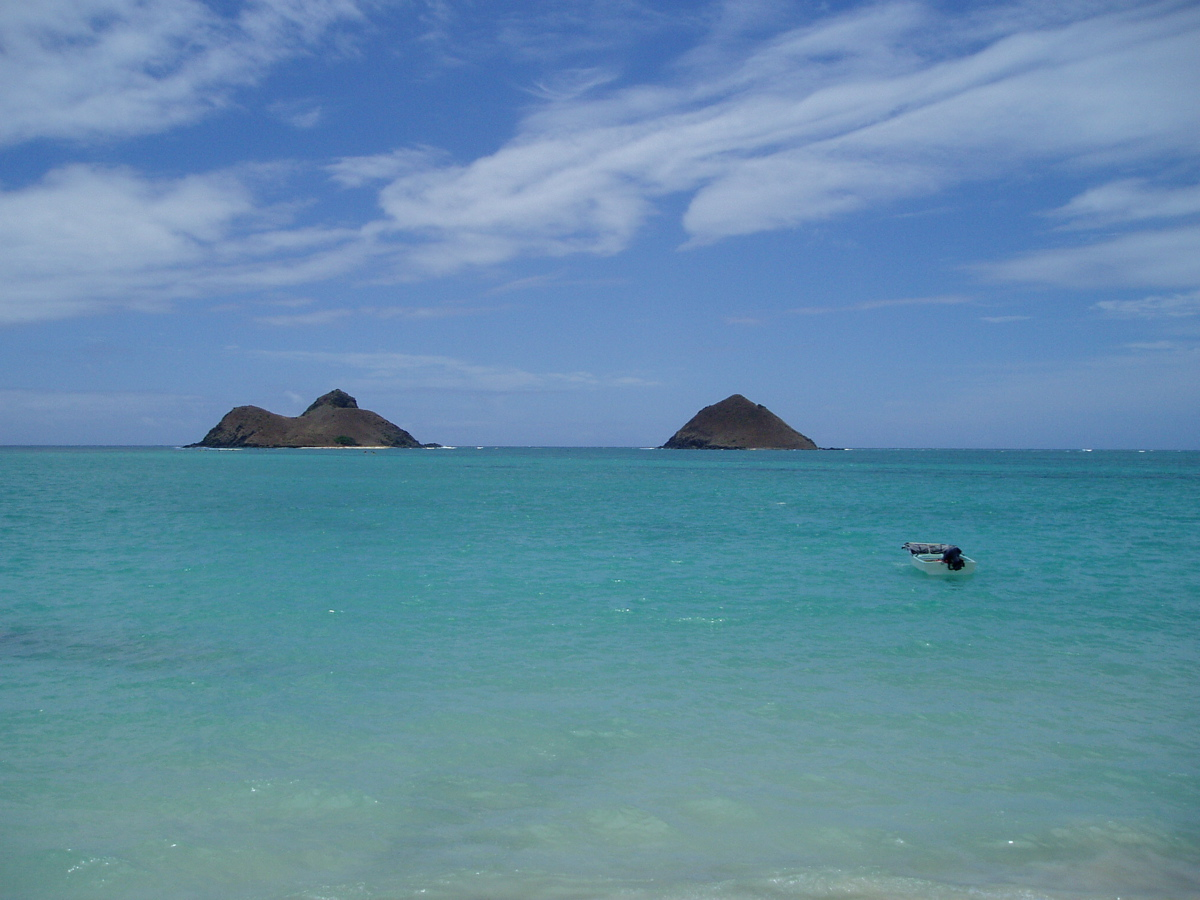
ラニカイビーチ（2007年7月）

ラニカイビーチ（英語:Lanikai Beach）は、アメリカ合衆国ハワイ州ホノルル郡カイルアにある砂浜海岸である。

## 概要
オアフ島の東海岸に位置。ラニカイビーチは非常に美しいビーチとされ、1996年に全米NO.1ビーチに選定されている。
ハワイ語でラニは天国、カイは海という意味を持ち、天国の海として親しまれている。しかし、ハワイ語では、修飾語（lani）は名詞（kai）の後に来ることから文法上は誤りとされている。海の水温は通常24〜26度である。
ラニカイビーチはハワイ州の公有財産であるがハワイ州の土地ではなく、他のハワイで多数あるビーチのような郡のビーチパークではない。ビーチの背後にはモクルア島とフラット・アイランドの2つの島があり、この島をバックにした写真を撮影するために写真家も訪れている。時折、島の間を太陽が直接昇ることもある。
ラニカイビーチの周辺は高級住宅街となっており、ラニカイビーチの入り口の路地も民家の間に存在する。なお、ビーチ内には更衣室（シャワー含む）やトイレ、売店や駐車場はないので注意が必要である。ビーチに監視員はいないが、周辺での違法駐車が近年後を絶たなかったことから、近辺では取り締まりを強化している。

## 所在地
Kailua, Oahu, HI 96734

## 周辺
- カイルアビーチ - ラニカイビーチの隣にあるビーチ。その付近のエリアはカイルアタウンとされている。
- ビルボックス - ラニカイビーチから徒歩5分ほどの場所に位置。カイルアエリアの街並みやラニカイビーチを含むビーチを見渡せる。